# عبد الخالق الركابي
عبد الخالق الركابي (1946) روائي وكاتب قصص قصيرة وشاعر عراقي. ولد في بدرة وتلقّى فيها تعليمه، ثم في أكاديميّة الفنون. عمل مدرّساً ثم شُلّ وعولج في تشيكوسلوفاكيا. من دواوينه الشعرية موت بين البحر والصحراء 1975 وروايات مكابدات عبد الله العاشق 1982 من يفتح باب الطّلسم 1982 والرّاووق 1986 وليل علي بابا الحزين 2003 ومن مجموعاته القصصية حائط البنادق 1983 وسابع أيام الخلق 2000.

## سيرته
ولد عبد الخالق الركابي سنة 1946 في بدرة بمحافظة واسط العراقية. حصل على شهادة بكالوريوس في الفنون التشكيلية عام 1970 وعمل في مجال التدريس تسعة أعوام وبعدها عمل محررا في مجلتي أسفار والأقلام ثم عمل مشرفاً لغوياً في مجلة آفاق عربية في منتصف الثمانينات.

هو عضو المجلس المركزي في إتحاد الأدباء والكتاب العراقيين وعضو جمعية التشكيليين العراقيين وعضو نقابة الصحفيين العراقيين.

## جوائزه
- 1987: جائزة معرض الشرق الكبير، بغداد، لروايته الراووق.
- 1990: جائزة أفضل كتاب أدبي عام 1990 عن دار الشؤون الثقافية العامة، لروايته قبل أن يحلق الباشق.
- 1995: جائزة أفضل رواية عراقية، لروايته سابع أيام الخلق.
- 1995: منحه نادي الجمهورية شهادة تقديرية.[4]

## مؤلفاته
- موت بين البحر والصحراء، مجموعة شعر، 1975
- نافذة بسعة الحلم، رواية، 1977
- مكابدات عبد الله العاشق، رواية، 1982
- من يفتح باب الطّلسم، رواية، 1982
- حائط البنادق، مجموعة قصصية، 1983
- الرّاووق، رواية، 1986
- قبل أن يحلق الباشق، رواية، 1990
- البيزار، مسرحية، 1999
- سابع أيام الخلق، مجموعة قصصية، 2000
- نهارات الليالي الألف، مسرحية، 2001
- ليل علي بابا الحزين، رواية، 2003
- أطراس الكلام، رواية، 2009
- سفر السرمدية، رواية، 2005
- مقامات إسماعيل الذبيح، رواية، 2013
- ما لم تمسسه النار، رواية، 2016